# Ebbenhouten Schoen 2024
De verkiezing van de Ebbenhouten Schoen 2024 werd op 13 mei 2024 gehouden. De trofee ging naar Kévin Denkey van Cercle Brugge. De uitslag werd bekendgemaakt in het Tangla Hotel Brussels in Sint-Lambrechts-Woluwe.

## Uitslag
| Nr.        | Land                                                     | Naam              | Club(s)           |
| Finalisten | Finalisten                                               | Finalisten        | Finalisten        |
| ---------- | -------------------------------------------------------- | ----------------- | ----------------- |
| 1.         | Vlag van Togo                                            | Kévin Denkey      | Cercle Brugge     |
| 2.         | Vlag van Algerije                                        | Mohamed Amoura    | Union Sint-Gillis |
| 3.         | Vlag van Marokko · Vlag van België                       | Bilal El Khannous | KRC Genk          |
| 4.         | Vlag van Mauritanië · Vlag van Senegal · Vlag van België | Aboubakary Koita  | STVV              |
| 5.         | Vlag van België · Vlag van Guinee                        | Mandela Keita     | Antwerp FC        |

1992 · 1993 · 1994 · 1995 · 1996 · 1997 · 1998 · 1999 · 2000 · 2001 · 2002 · 2003 · 2004 · 2005 · 2006 · 2007 · 2008 · 2009 · 2010 · 2011 · 2012 · 2013 · 2014 · 2015 · 2016 · 2017 · 2018 · 2019 · 2020 · 2021 · 2022 · 2023 · 2024